# 320 (prefisso)

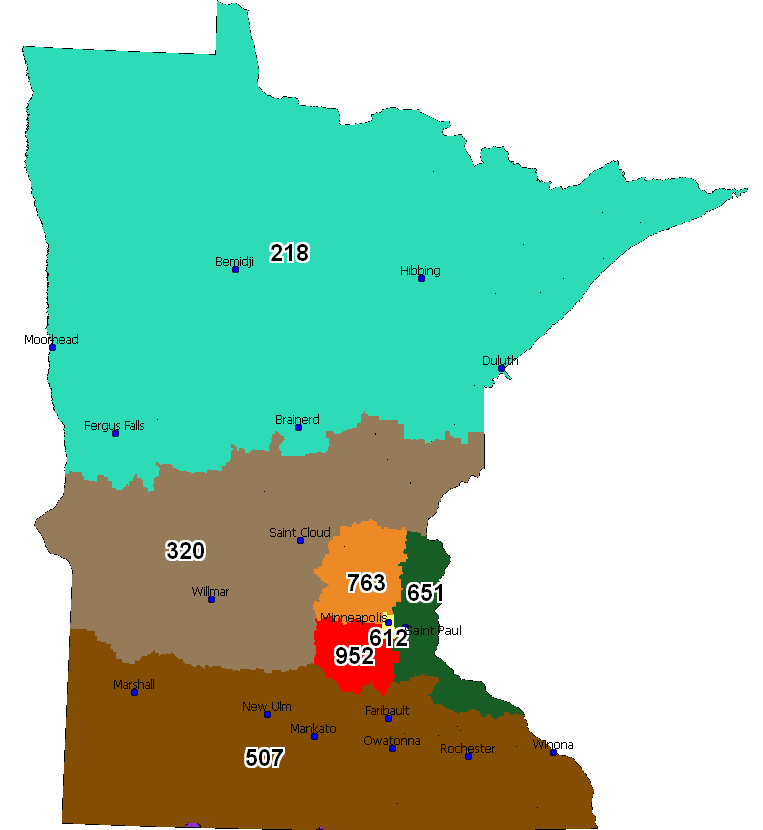
La mappa dei distretti telefonici del Minnesota. In marrone chiaro il prefisso 320.

320 è il prefisso telefonico che copre la maggior parte della parte centrale dello stato del Minnesota. È il quarto prefisso e il primo ad essere stato creato dopo 42 anni. È stato creato nel 1996 quando il distretto telefonico 612, il quale copriva il centro dello stato, fu assegnato solo a Minneapolis e ad alcune zone limitrofe. Il distretto comprende 23 contee:Traverse, McLeod, Yellow Medicine, Sherburne, Meeker, Benton, Crow Wing, Mille Lacs, Morrison, Todd, Lac qui Parle, Stevens, Kandiyohi, Stearns, Douglas, Swift, Pine, Kanabec, Chisago, Renville, Pope, Chippewa e la Contea di Wright. Confina a nord con il prefisso 218, a sud con i prefissi 507 e 651, a ovest col 605 e col 701, e a est coi 753, 952 e 715 e 534.

## Città e comuni con il prefisso 320
Il distretto telefonico comprende 75 comuni. II comuni compresi nel distretto sono:
- Albany
- Alexandria
- Annandale
- Appleton
- Askov
- Atwater
- Avon
- Benson
- Bird Island
- Braham
- Browns Valley
- Brownton
- Buffalo Lake
- Clara City
- Clarkfield
- Clear Lake
- Clearwater
- Cokato
- Cold Spring
- Collegeville
- Danube
- Dassel
- Dawson
- Eden Valley
- Foley
- Garrison
- Glencoe
- Granite Falls
- Hector
- Hinckley
- Howard Lake
- Hutchinson
- Isle
- Kimball
- Lester Prairie
- Litchfield
- Little Falls
- Long Prairie
- Madison
- Maple Lake
- Melrose
- Milaca
- Montevideo
- Mora
- Morris
- New London
- Ogilvie
- Olivia
- Onamia
- Ortonville
- Osakis
- Paynesville
- Pierz
- Pine City
- Randall
- Renville
- Richmond
- Rock Creek
- Rockville
- Rush City
- Sacred Heart
- St. Augusta
- St. Cloud
- St. Joseph
- Sandstone
- Sartell
- Sauk Centre
- Sauk Rapids
- Spicer
- Starbuck
- Waite Park
- Watkins
- Wheaton
- Willmar
- Winsted